# Nikołaj Astudin
Nikołaj Astudin (ros. Николай Львович Астудин, niem. Nikolai von Astudin, ur. 9 lipca 1847 w Moskwie, zm. 8 sierpnia 1925 w Oberlahnstein, Nadrenia-Palatynat) – malarz rosyjski, pejzażysta, działający na terenie Niemiec.
Urodził się jako syn dyplomaty, majora gwardii carskiej cara Mikołaja I. Do szkoły uczęszczał w Petersburgu. Po krótkim pobycie w Berlinie przybył do Paryża, gdzie studiował malarstwo u pejzażysty Armanda-Théophile’a Cassagne’a (1823–1907). Odbył podróże studialne do Finlandii, Włoch i krajów alpejskich. Od roku 1876 uczestniczył w wystawach malarstwa m.in. w Berlinie i Zurychu.
Zamieszkał w Kassel. W roku 1896 poślubił malarkę zwierząt, Johannę Meineke z Braubach nad Renem. W latach 1904–1905 mieszkał w Bonn, a w roku 1912 zamieszkał w Oberlahnstein w Nadrenii-Palatynacie, gdzie pozostał do końca życia.
Nikołaj Astudin zajmował się niemal wyłącznie malarstwem krajobrazowym. Jego krajobrazy oraz widoki miast i zamków ukazywały się w postaci reprodukcji litograficznych, a także pocztówek. Tworzył głównie akwarele i pastele. W ostatnich latach życia malował głównie krajobrazy Nadrenii, a także stary most na Renie w Bonn oraz ruiny zamkowe w Godesburg i Lahneck.
Obrazy Astudina utrzymane są w stylistyce późnego romantyzmu.